# Lez (fleuve)
Pour les articles homonymes, voir Lez.
Le Lez (prononcé [lɛz] ; en occitan Les ['les]) est un fleuve côtier qui coule dans le département français de l'Hérault. Il prend sa source à Saint-Clément-de-Rivière, et débouche dans la Méditerranée à Palavas-les-Flots après avoir traversé la ville de Montpellier. La source du Lez est une exsurgence karstique.
La longueur de son cours d'eau est de 29,6 km.

## Étymologie
Les plus vieux textes nous restituent une série de termes gallo-romains : Lesus, Ledus, Lero, Lerus, Lezum, Ledum. Frédéric Mistral dans son dictionnaire provençal-français indique que le nom Lez viendrait de Leich ou Lech signifiant aussi « cours d'eau ». Quant au passage de Ledum à Lez, il se fit apparemment de façon hésitante, au cours du Moyen Âge.

## Géographie

### Parcours

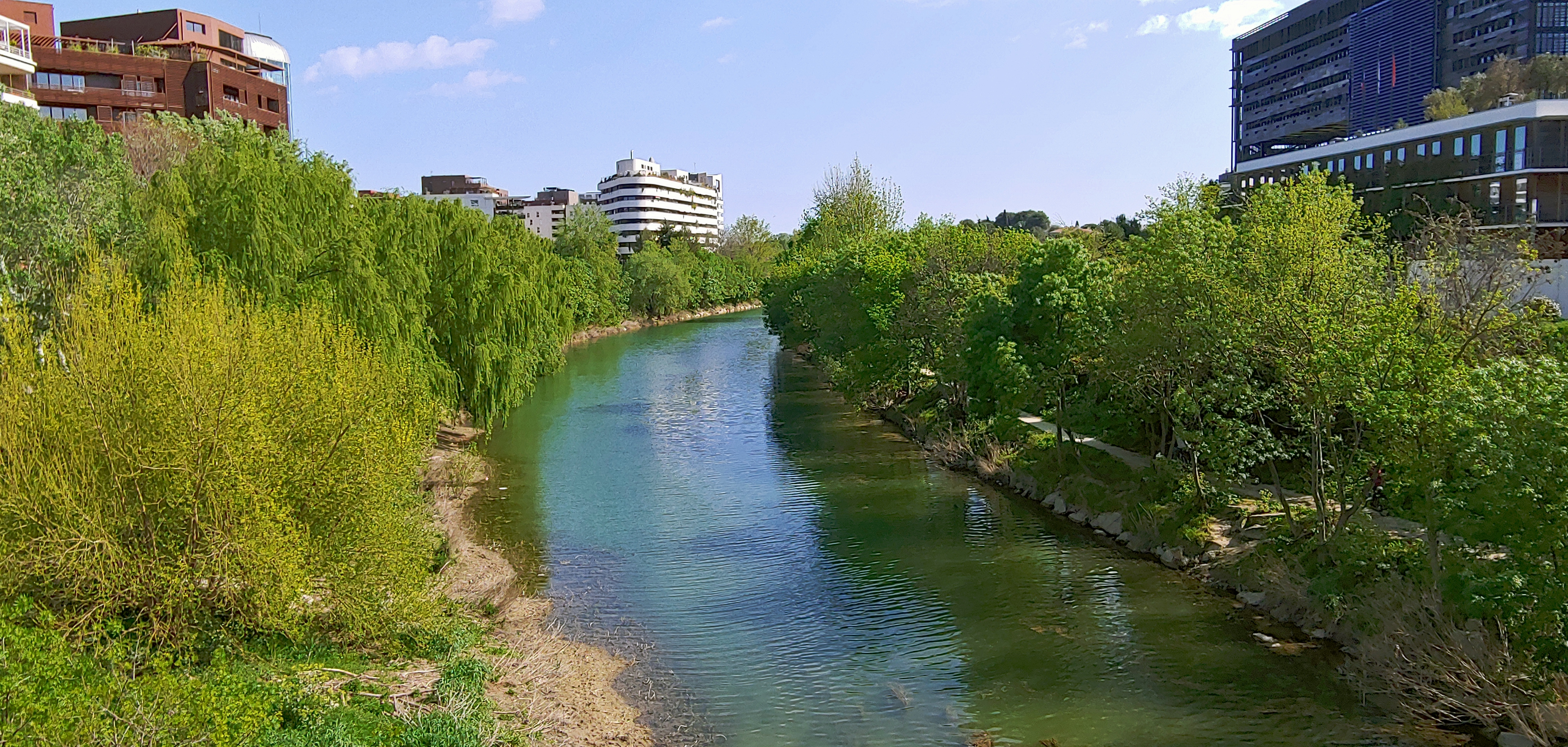
Vue du Lez à Montpellier.

Dans sa partie amont, le Lez s'écoule vers le sud dans une étroite plaine entre les villages de Saint-Clément-de-Rivière et Montferrier-sur-Lez sur la rive droite, Prades-le-Lez et Clapiers sur la rive gauche. C'est dans cette zone, classée site protégé Natura 2000 depuis 2001, que se trouve le chabot du Lez, petit poisson endémique de ce fleuve.
Il passe entre les reliefs montpelliérains du bois de Montmaur et Castelnau-le-Lez au fond d'une gorge. il traverse ensuite la ville de Montpellier et rejoint la plaine littorale et Lattes. En continuant, le Lez traverse les étangs palavasiens par un canal naturel formé entre l'étang d'Arnel et l'étang de Méjean et rejoint la mer Méditerranée à Palavas-les-Flots.

### Affluents
Les principales rivières affluentes du Lez sont :
- le Lirou ;
- la Lironde ;
- les Aiguerelles, le ruisseau commença a être recouvert et canalisé au XIXe siècle, jusqu'à finalement disparaitre de la surface au XXe siècle ;
- le Verdanson qui coule dans Montpellier en grande partie enterré puis endigué. Il fut autrefois [Quand ?] baptisé Merdançon à cause de son odeur : il servait de déversoir aux activités des tanneurs et autres activités odorantes de la ville. Le Verdanson reste une curiosité locale par temps d'orage : en quelques instants, son débit proche de presque rien emplit tout l'espace de digue qui lui est consacré ;
- la Mosson (uniquement un des bras de son delta est affluant du Lez).

### Communes et cantons traversés

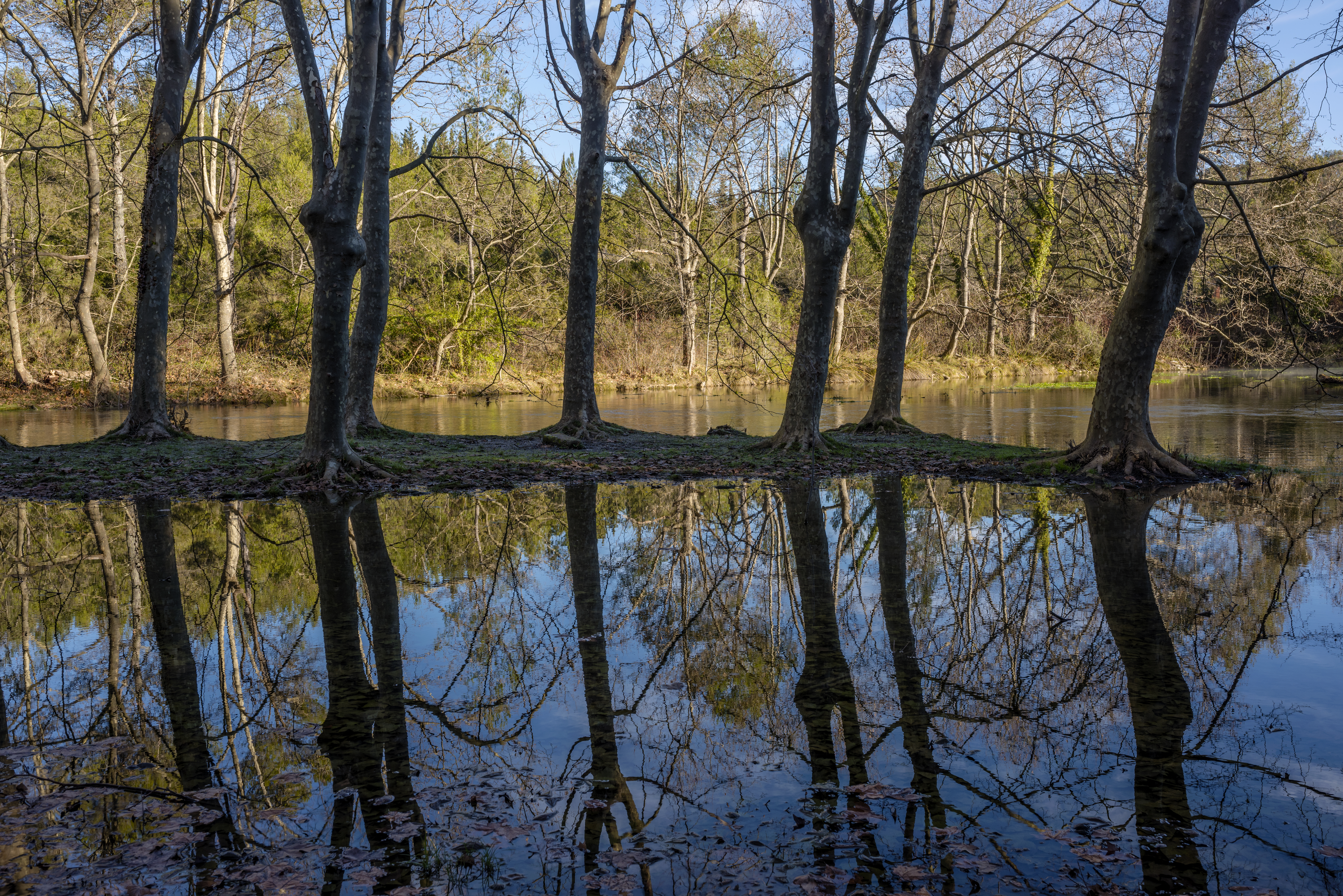
Platanes au bord du Lez à Saint-Clément-de-Rivière en décembre 2016.

Dans le seul département de l'Hérault, le Lez traverse les neuf communes suivantes (de l'amont vers l'aval) : Saint-Clément-de-Rivière (source), Les Matelles, Prades-le-Lez, Montferrier-sur-Lez, Clapiers, Montpellier, Castelnau-le-Lez, Lattes et Palavas-les-Flots (où il rejoint la mer).
Soit en termes de cantons, le Lez prend source dans le canton de Saint-Gély-du-Fesc, traverse le canton de Montpellier - Castelnau-le-Lez et le canton de Lattes, et rejoint la mer dans le canton de Mauguio, le tout dans l'arrondissement de Montpellier.

### Toponymes
Le Lez a donné son hydronyme aux trois communes suivantes de Prades-le-Lez, Montferrier-sur-Lez et Castelnau-le-Lez.

### Bassin versant
Le Lez traverse les deux zones hydrographiques Y320 et Y321 pour une superficie totale de 194 km2 de superficie. Ce bassin versant est constitué à 36,76 % de « forêts et milieux semi-naturels », à 28,90 % de « territoires artificialisés », à 28,03 % de « territoires agricoles », à 4,51 % de « surfaces en eau » et à 1,87 % de « zones humides ».

### Organisme gestionnaire
L'organisme gestionnaire est le syndicat du bassin du Lez (SYBLE), créé en 2007, sis à Prades-le-Lez.

## Source du Lez

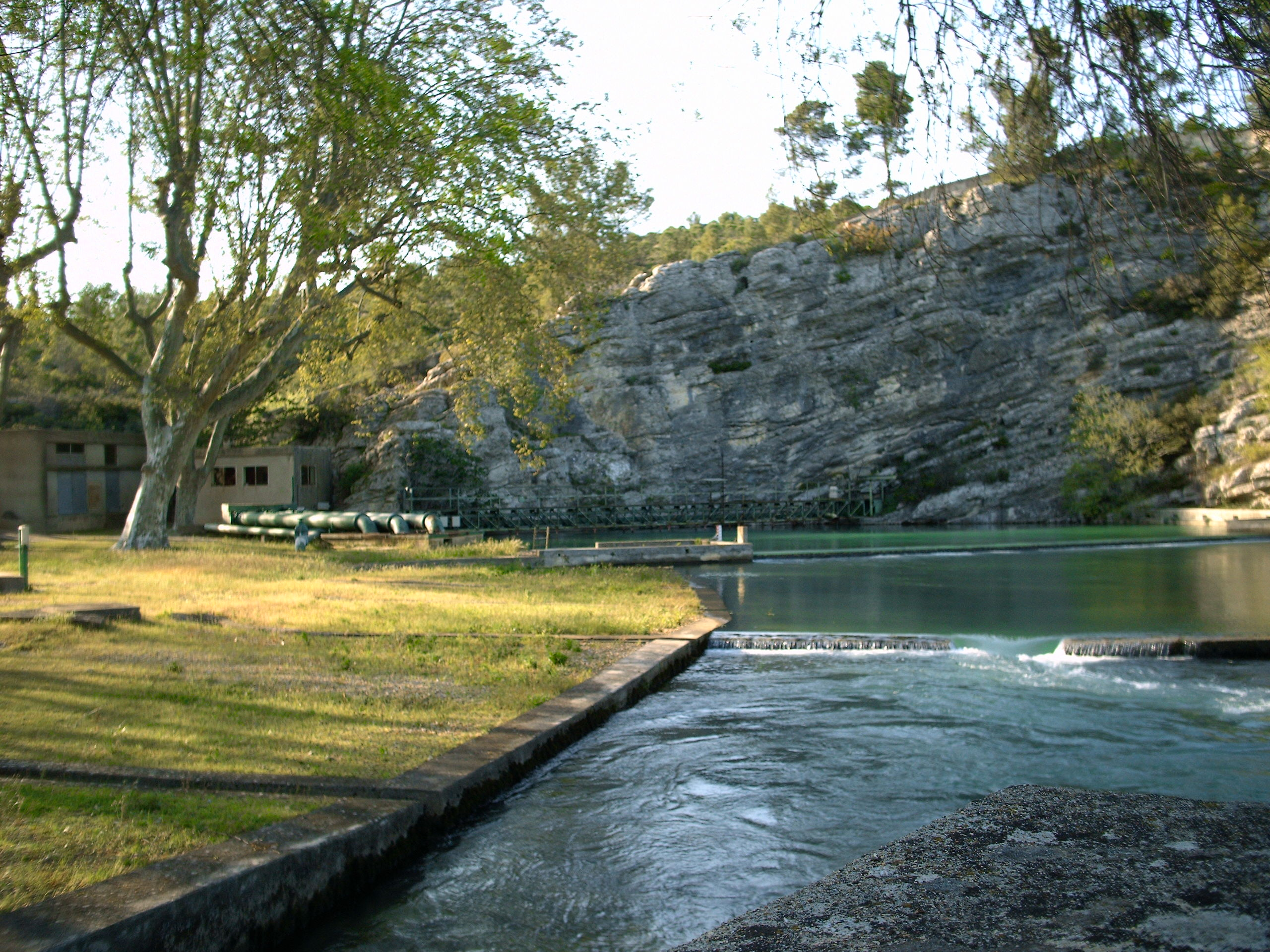
La source du Lez à Saint-Clément-de-Rivière.

La source du Lez est la résurgence du vaste ensemble karstique sous-jacent aux garrigues nord montpelliéraines, dans la pente sud d'une élévation située au nord de la commune de Saint-Clément-de-Rivière. C'est la septième résurgence de type « vauclusien » de France en termes de débit.
La source du Lez est captée et alimente en eau potable 74 % de la population de la Métropole de Montpellier. Pour cela, trois groupes de pompage, constitués de deux pompes immergées en série, sont utilisés pour débiter entre 600 et 1000 l/s.
Des recherches et des études effectuées en 1904 puis en 1910 par Maury après les explorations des spéléologues Martel et Faucher puis de Jolly, Marcelin et Beauquier, des eaux du Vidourle se seraient retrouvées dans le Lez, les explications fournies alors tendaient à démontrer que le Vidourle qui devient souterrain à la sortie de Saint-Hippolyte-du-Fort pour revenir aérien à l'entrée de Sauve verrait ses eaux s'écouler dans de nombreux avens et se faufiler ainsi pour donner naissance au Lez[réf. nécessaire].
En 1965 et 1967, des plongées expérimentales ont lieu dans le siphon souterrain du Lez. Elles permettent une reconnaissance jusqu'à la cote −25 mètres, sur une longueur de 200 mètres.
D'autres explorations suivent en 1971, 1972 et, en mai 1979 les plongeurs de la Compagnie maritime d'expertises (Comex) atteignent un point situé à 100 mètres sous terre et à 500 mètres de la résurgence.

## Hydrologie

### Le Lez à Montpellier

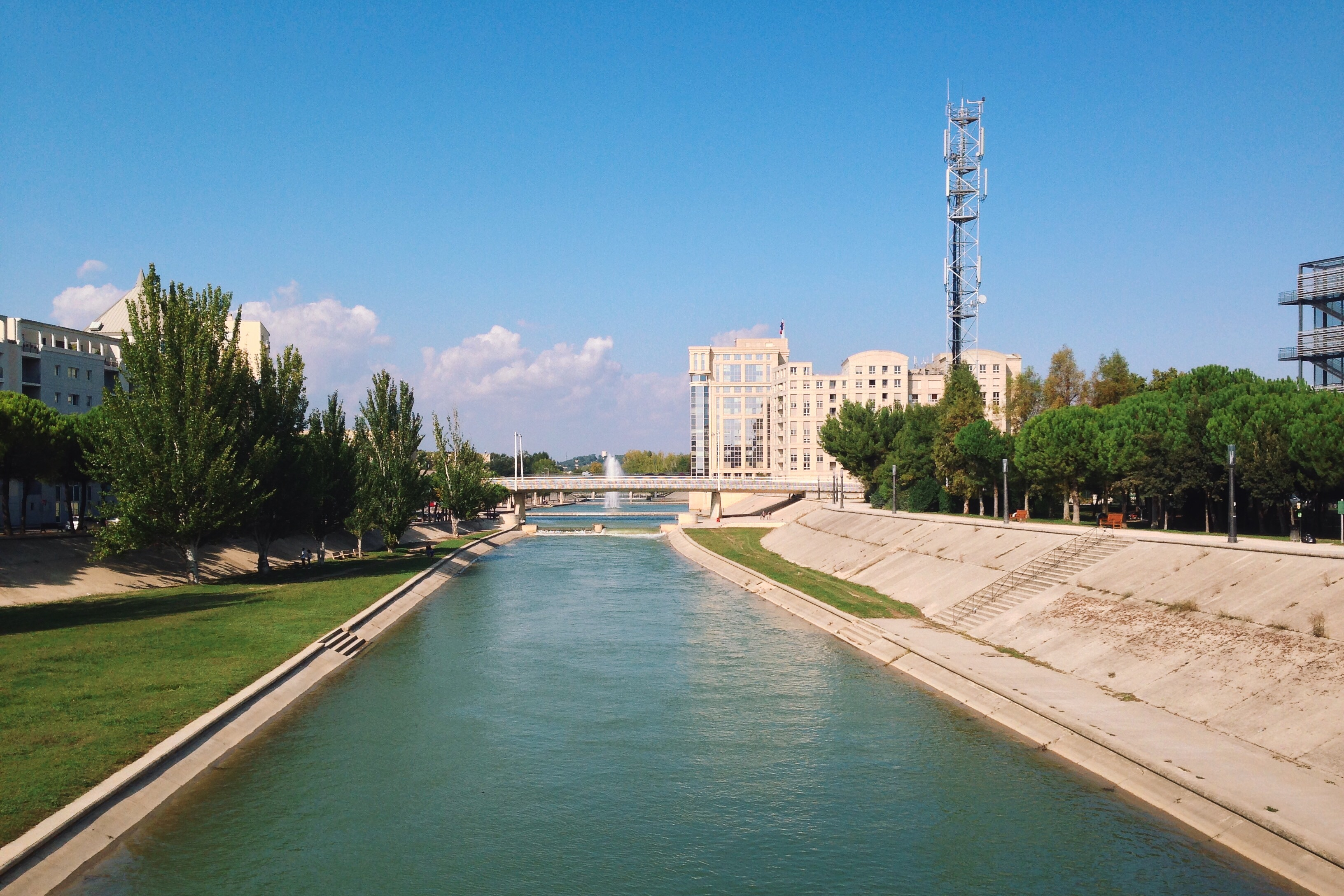
Quartier Richter à Montpellier, entre les quartiers d'Antigone et de Port Marianne. L'hôtel de région est visible sur la droite.

Le débit moyen annuel du Lez est de 2,55 m3/s au niveau du Pont Garigliano à Montpellier.

### Étiage ou basses eaux
Le Lez reçoit en « soutien d'étiage » les eaux du Rhône fournies par la compagnie du Bas-Rhône Languedoc à un débit de 160 litres par seconde. Cette eau est fournie au Lez en amont de Montpellier, lorsqu'il passe entre les reliefs de Montpellier et de Castelnau-le-Lez.

### Crues

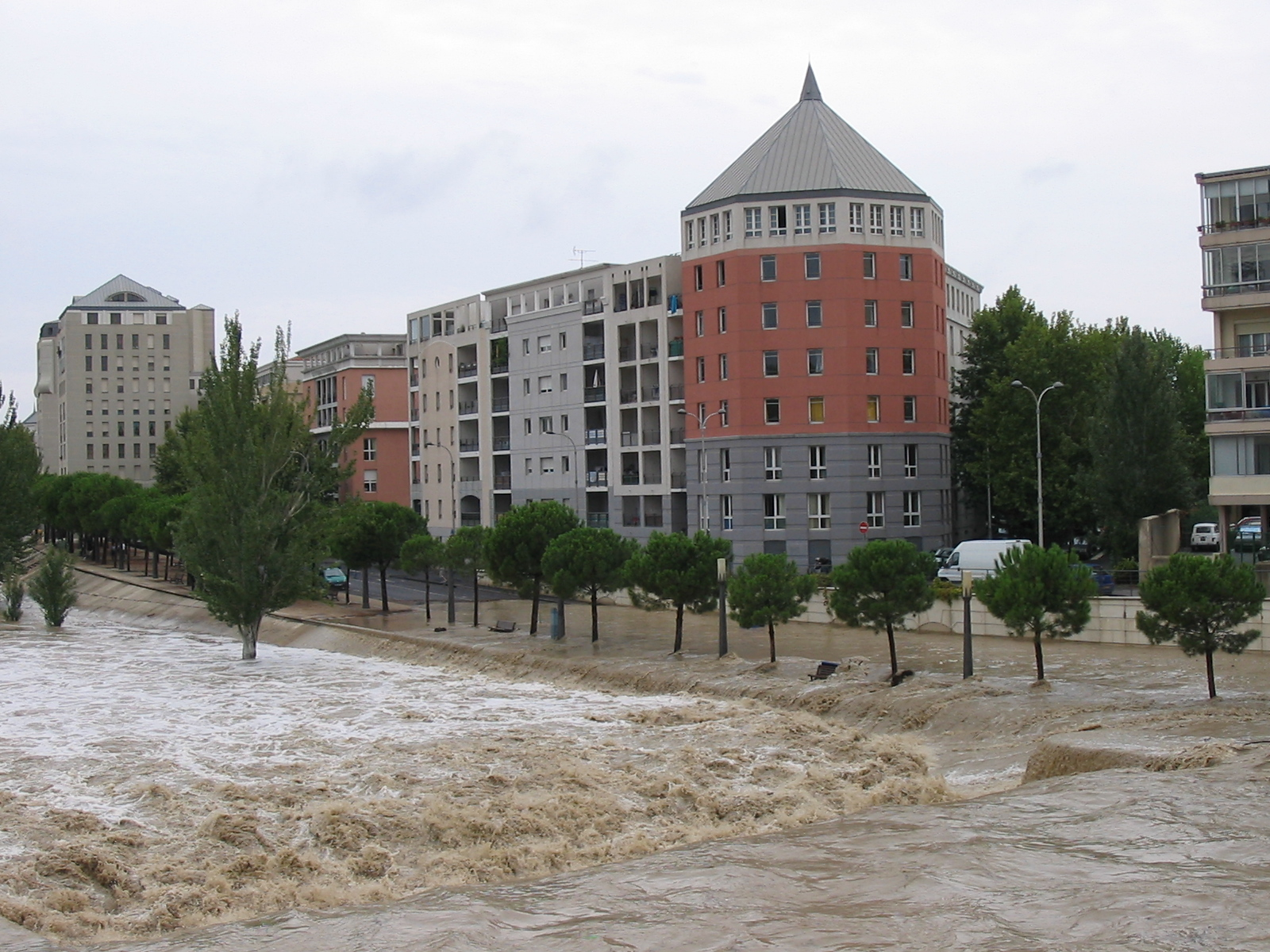
Le Lez en crue à Richter lors des épisodes orageux du 6 septembre 2005.

Le Lez connaît le même régime que les cours d'eau du Languedoc : généralement calme, il est susceptible de fortes et rapides crues lors d'épisodes appelés « orages cévenols » lorsqu'il se retrouve grossi des fortes pluies d'automne ou de printemps. Ces crues sont localement appelées « lézades ».
Pour lutter contre ces débordements du Lez et de ces affluents (voir ci-dessus le Verdanson), il a été complètement endigué à partir du centre de Montpellier et sur toute sa traversée de Lattes. Cependant, les derniers épisodes cévenols de 2002 et 2003 ont fait craindre la rupture des digues lattoises derrière lesquelles s'est construit la principale ville de la commune. Les digues de Lattes sont jugées insuffisamment renforcées par un rapport de 2006 de l'Inspection générale de l'environnement. Le risque de pertes en vies humaines est réel (rapport de l'Inspection générale de l'environnement). Le journal Marianne a interprété en évaluant le risque à trois cents morts. Le renforcement de la protection contre les inondations de la ville de Lattes est en cours.
Les dernières fortes crues se sont produites le 12 décembre 2002, le 29 septembre 2014 et la nuit du 6 au 7 octobre 2014.
Le journal Libération l'a qualifié de « principal fleuve de l'Hérault ». Pourtant ce fleuve est loin d'être le plus important en termes de débit même lors de crues importantes, en comparaison avec l'Hérault par exemple, dont les débits en crue dépassent généralement les 1 000 m3/s.

## Écologie

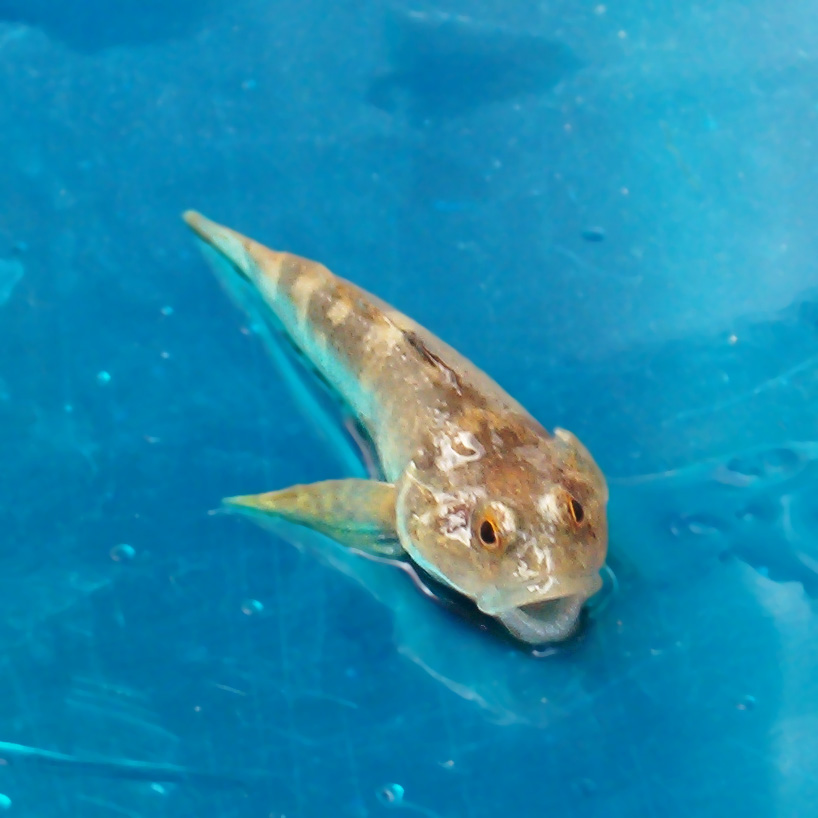
Le chabot du Lez.

### Faune
Le Lez est le seul fleuve à abriter le chabot du Lez, un poisson endémique, découvert en 1964 et menacé d'extinction.

## Histoire et aménagements urbains

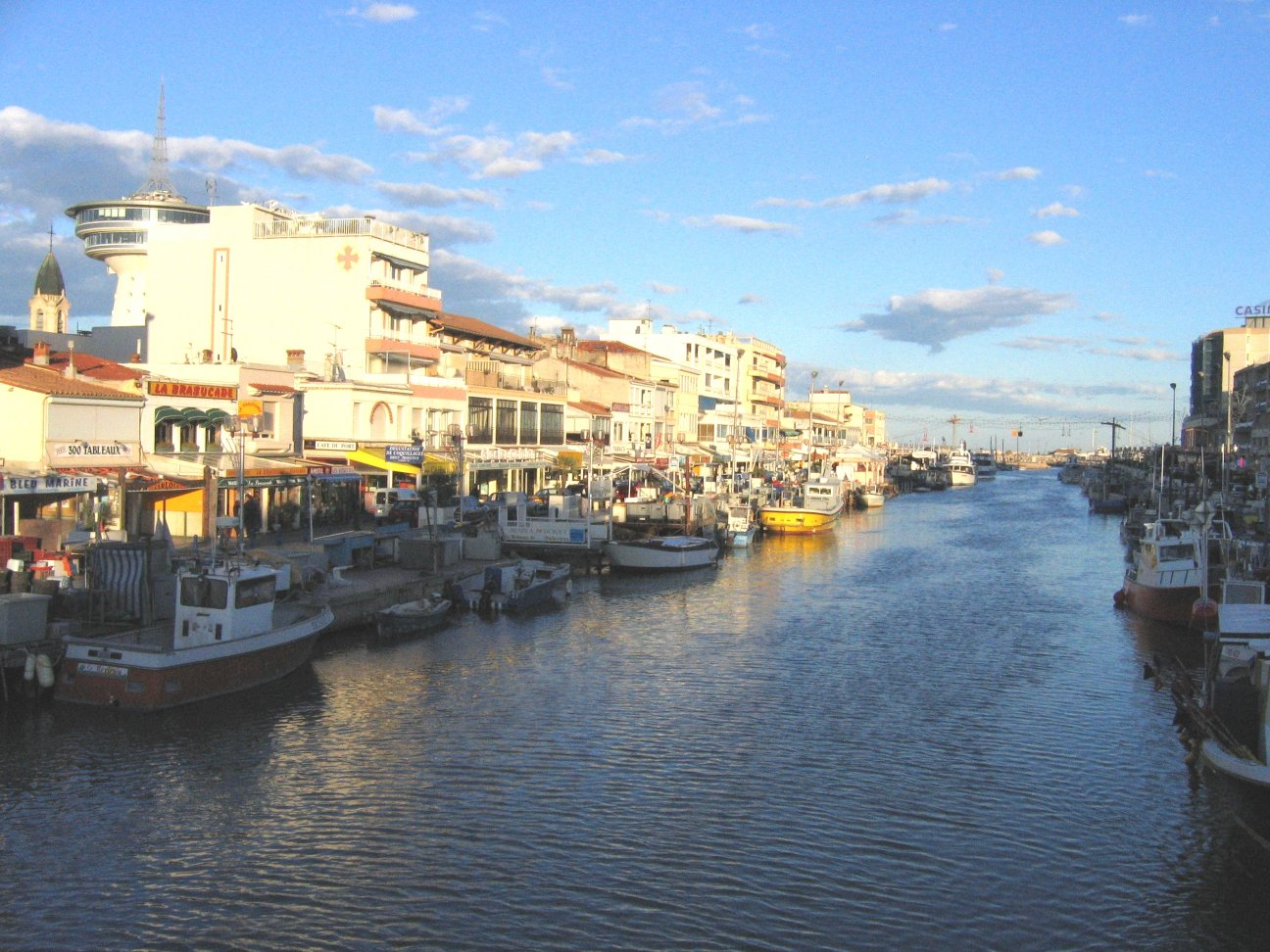
Le Lez canalisé au centre de Palavas-les-Flots.

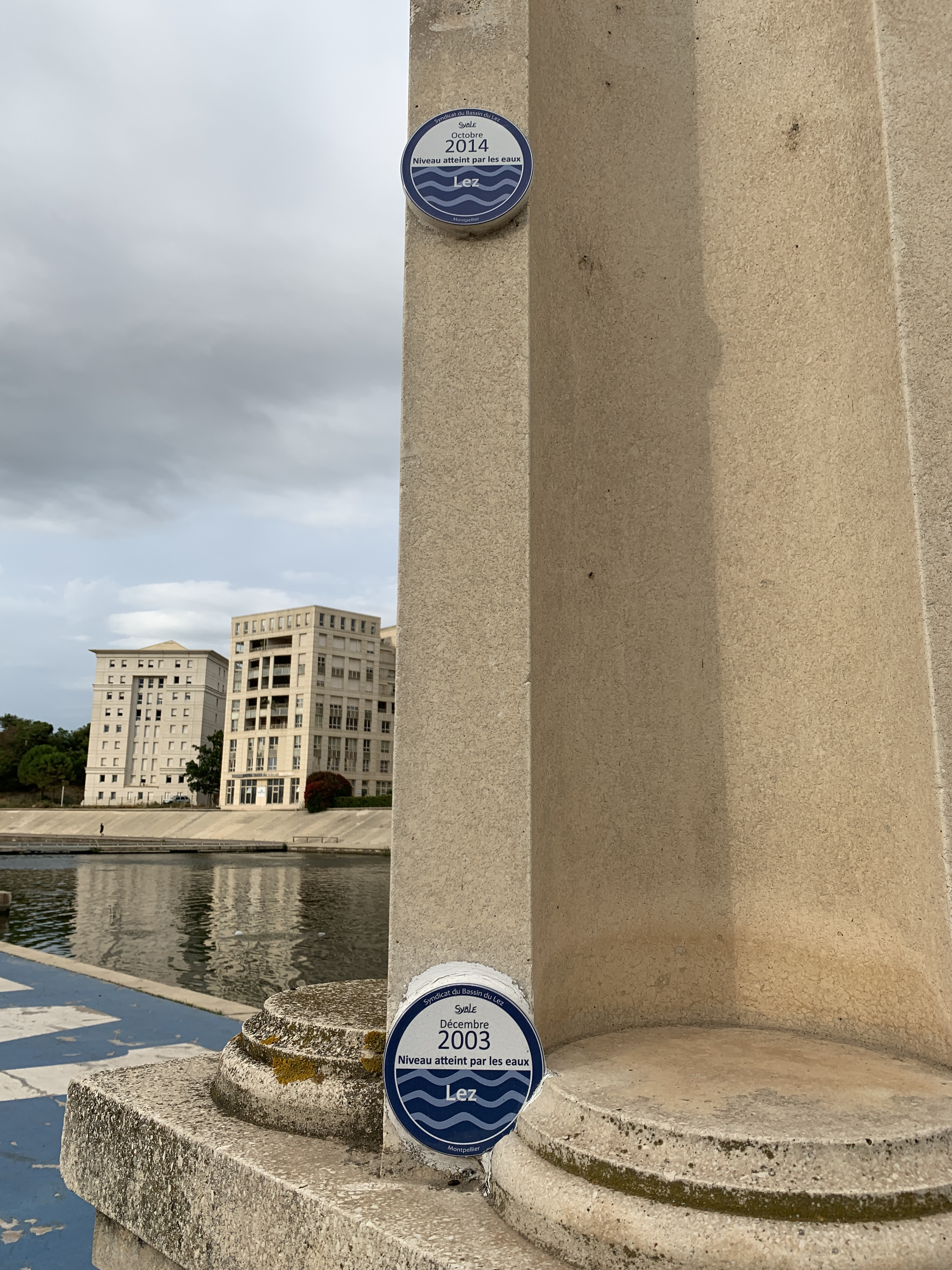
Panonceaux recensant quelques crues du Lez.

### Aménagement du fleuve
Louis XIV ordonna d'en faire un canal pour relier le port de Lattes à celui de Juvénal, le port de commerce de Montpellier. Le port Juvénal était le seul port du fleuve côtier du Lez navigable en grande partie et qui permettait à la ville de Montpellier de commercer avec les autres villes de Méditerranée.
Ce port favorisait les débouchés commerciaux par la mer, via Aigues-Mortes (qui n'était pas ensablée), vers les villes de Gênes, Majorque ou encore Marseille. C'est grâce à ce port que Montpellier connaît une belle période entre le XIIIe et XIVe siècles. Les denrées importées venaient également principalement du Lez en plus des foires de Champagne et de Brie.
De 1872 à 1968, une partie des rives du Lez est longée par la ligne de chemin de fer du train de Montpellier à Palavas. Les aménagements sont laissés en friche à la fermeture de la ligne, avant d'être transformés en une piste cyclable reliant la ville à la mer. La vieille ville de Montpellier était bâtie sur des collines, à plusieurs centaines de mètres du fleuve. Les habitats denses en bordure du Lez ne se sont développés que depuis les années 1980, avec les projets d'aménagements urbains de Montpellier (Antigone puis Richter, où les rives ont été bétonnées, suivis de Port Marianne) et de Lattes (Port Ariane, comprenant un port de plaisance). Toutes les communes environnantes de Montpellier se sont également densifiées en même temps que la ville, développant l'aménagement de quartiers le long du Lez.
Ces aménagements restent cependant menacés par les crues du fleuve. Le bassin de Port Ariane est protégé par des portes en métal qui le protègent d'une élévation du niveau de l'eau. Par temps d'orage, notamment lors des réguliers épisodes cévenols, la circulation en bordure du Lez à Antigone et à Richter est interdite à cause des crues,. En 2000, une trombe marine formée à Villeneuve-les-Maguelone devenue une tornade d'intensité EF2 a également occasionné d'importants dégâts matériels en suivant le cours du Lez et fait trois morts dans le quartier de Richter,.

### Approvisionnement en eau de Montpellier

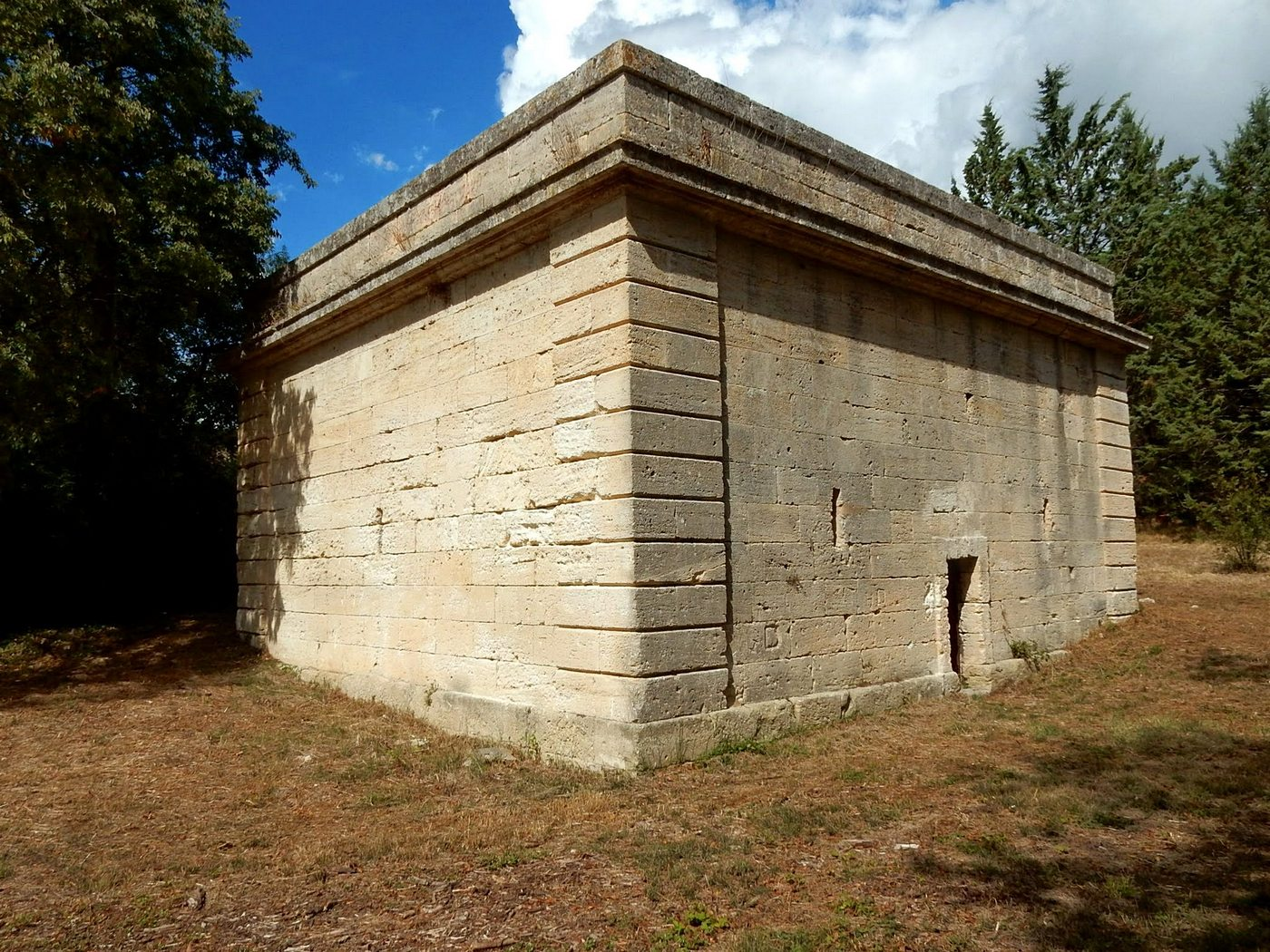
Le bâtiment construit autour de la source du Boulidou, point de captage historique des eaux du Lez.

L'aqueduc Saint-Clément, construit par Henri Pitot au milieu du XVIIIe siècle, capte l'eau du Lez à Saint-Clément-de-Rivière et l'achemine jusqu'à Montpellier. Il est long de 13 904 mètres, dont les deux tiers du parcours sont effectués en sous-sol, pour un dénivelé total de 4 mètres.
À la mise en service de l'aqueduc en 1763, la résurgence de Saint-Clément, située au niveau de l'ancien hameau du Boulidou (localement la Grande Source) permet d'acheminer 25 litres d'eau par seconde vers Montpellier. Ce débit ne permettant plus par la suite de combler les besoins croissants en eau de la métropole, l'usage historique de l'aqueduc est remplacé dans les années 1970 par une usine souterraine de captation directe à la source du Lez, inaugurée en 1981.

## Homonymes
Le Lez n'est pas le seul cours d'eau de ce nom. Il y a un Lez dans la Drôme provençale qui traverse le Vaucluse et se jette dans le Rhône après un parcours de 75 kilomètres. Il y en a un autre Lez dans l'Ariège, qui sort de l'étang d'Albe, arrose la vallée du Biros et se jette dans le Salat après un parcours de 40 kilomètres. Le Lez héraultais, qui se jette dans la mer Méditerranée après un parcours de 29,6 kilomètres est le seul des Lez qui est un fleuve.

## Voir aussi

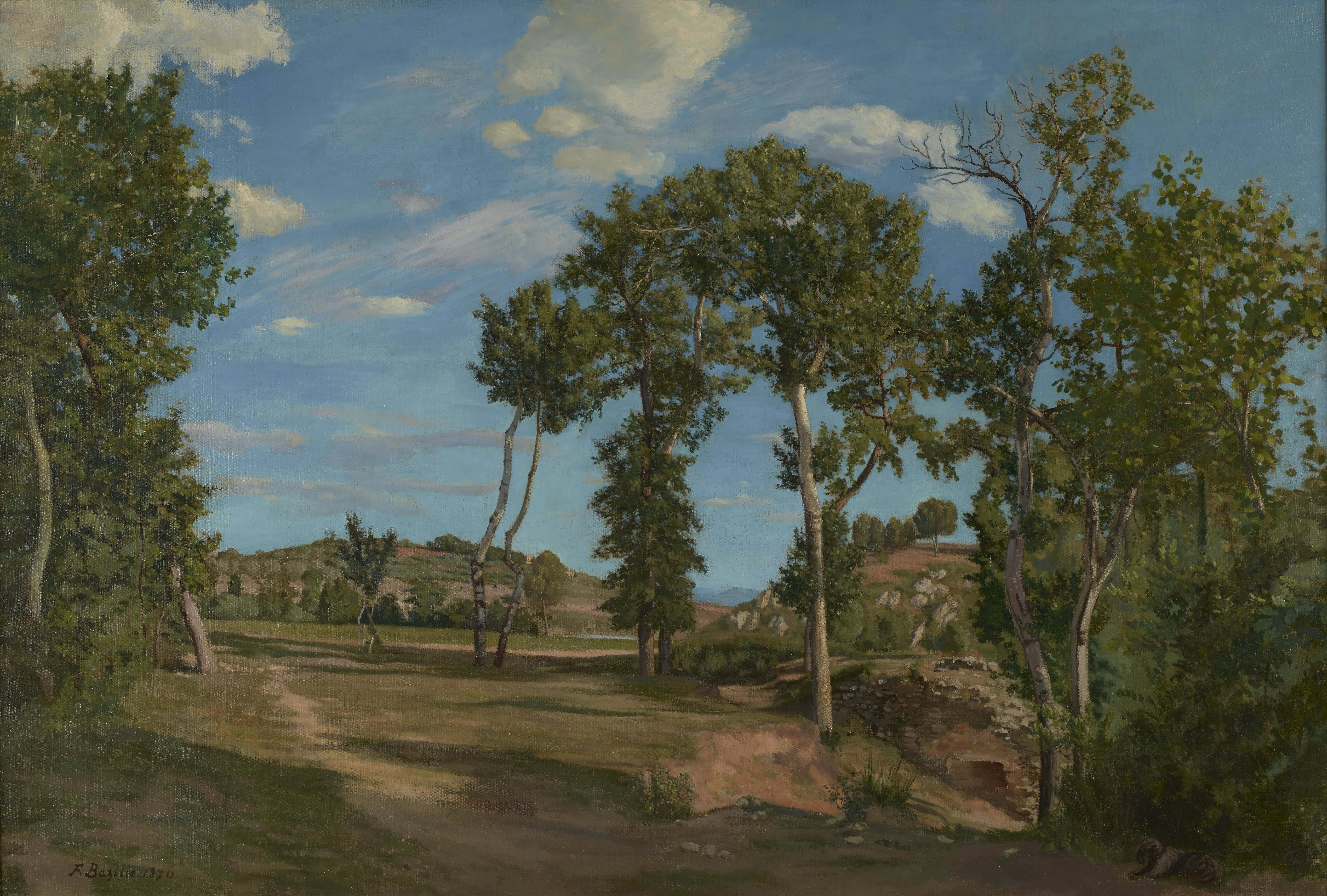
Paysage au bord du Lez, par Frédéric Bazille en 1870.